# Epimetopus transversus
Epimetopus transversus (лат.) — вид жуков рода Epimetopus из семейства Epimetopidae. Эндемик Боливии.

## Описание
Водные жуки мелкого размера, вытянутой формы, слабо выпуклые. Длина тела около 2 мм. Голова чёрная, дорзум красный, вентер и тазики темно-коричневые, максиллярные щупики коричневые. Габитус этого вида очень похож на габитус некоторых других представителей группы E. costatus; отличается строением эдеагуса, который имеет срединную лопасть, несколько сходную по общей форме с E. transversoides, но значительно длиннее и иначе оформленную на вершине. Парамеры сходны по форме у обоих видов, но у E. transversus они длиннее по сравнению с длиной базальной части. Углубления передних тазиков закрытые сзади; метастернум с однообразной скульптурой, без отграниченной гладкой области. Пронотум нависает над головой в виде выступа. Усики состоят из 9 антенномеров. Глаза крупные. Лапки 5-члениковые.

## Таксономия
Вид был впервые описан в 2012 году в ходе родовой ревизии, проведённой американским колеоптерологом Филипом Перкинсом.